# Rosa de Melancolía
Rosa de Melancolía es un poema del poeta perteneciente a la generación del 98, Ramón del Valle-Inclán (1866-1936). Es un soneto con rima consonante de la obra "El Pasajero" (1920).
En el poema se puede notar la influencia de la España de su época, así como la influencia de Rubén Darío y cierto regusto expresionista.
El autor escribió sobre el país imaginado de los románticos y los modernistas, Arcadia.
- Datos: Q6112275